# Lega Bisse del Garda

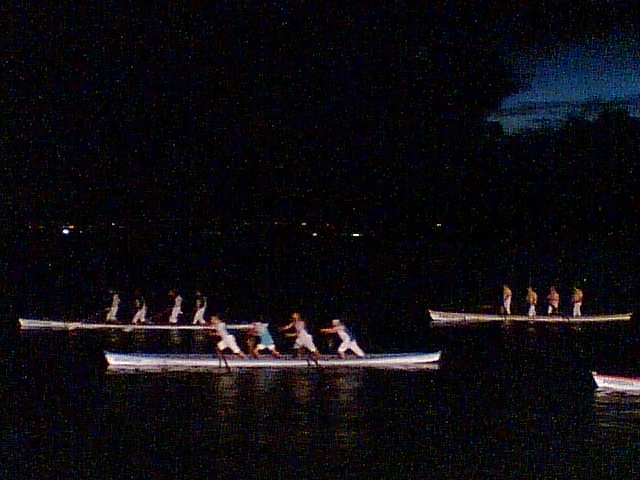
Una gara in notturna delle bisse sul Lago di Garda

La Lega Bisse del Garda è un'organizzazione che riunisce tutti i gruppi remieri dei paesi del Lago di Garda e del Lago d'Iseo nei quali si pratica e si tramanda l'antica tradizione delle bisse, imbarcazioni a fondo piatto per la voga alla veneta.
La prima regata documentata delle bisse ebbe luogo nel 1548, allorché le cronache riportarono la notizia di un palio a Salò, tenuto in occasione della visita di Stefano Tiepolo.
Dopo la prima guerra mondiale la tradizione venne riportata alla luce e si tennero nuovamente diverse regate sulle acque del lago, cui assistettero numerose celebrità. Gabriele D'Annunzio, residente a Gardone Riviera ed appassionato della tradizione, fece dono all'armo vincitore di un'opera dello scultore Vittorio Di Colbertaldo.
Dopo la pausa del secondo dopoguerra, nel 1967 alcuni appassionati commissionarono all'ultimo artigiano del lago la costruzione di una bissa sportiva per il paese di Lazise, che funse da modello per la costruzione delle altre. Da quell'anno si svolsero regolarmente dei campionati sul lago per la conquista del trofeo "bandiera del lago".